# Marat Nikolayevich Burayev
Marat Nikolayevich Burayev (tiếng Nga: Марат Николаевич Бураев; sinh 22 tháng 10 năm 1995) là một cầu thủ bóng đá Nga.

## Sự nghiệp câu lạc bộ
Anh ra mắt ở Giải bóng đá chuyên nghiệp quốc gia Nga cho FC Spartak Vladikavkaz ngày 20 tháng 7 năm 2017 trong trận đấu với FC Chayka Peschanokopskoye.